# Лемносская и Святого Евстратия митрополия
Лемносская и Святого Евстратия митрополия (греч. Ιερά Μητρόπολις Λήμνου και Αγίου Ευστρατίου) — епархия «новых земель» Элладской православной церкви. Включает острова Лемнос и Айос-Эфстратиос. Кафедральный собор Святой Троицы находится в городе Мирина на острове Лемнос. Действующий архиерей — Иерофей (Калоеропулос) (с 2019 года).
Первоначально кафедра находилась в Гефестии на северном побережье Лемноса. В ранневизантийскую эпоху в епархию входил, вероятно, Имброс. До VII века епархия являлась частью Восточного Иллирика и подчинялась Фессалоникийской митрополии Римской церкви. В IX веке епархия возведена в ранг архиепископии. В 1204—1261 годах Лемнос входил в Латинскую империю и подчинялся Паронаксийской митрополии. В поздневизантийский период кафедра находилась в Коциносе, недалеко от Гефестии. После 1324 года епархия возведена в ранг митрополии, однако до 1453 года снова стала архиепископией. В 1453—1456 годах Лемнос принадлежал семье Гаттилузио и кафедра была перенесена в метох афонского монастыря Святого Павла близ Ливадохориона. После завоевания Лемноса турками в 1479 году кафедра перенесена в Кастро (ныне Мирина). В 1724 году построен кафедральный собор Святой Троицы. В 1770 году Лемнос во время русско-турецкой войны захвачен Первой Архипелагской экспедицией. После ухода русских войск в том же году митрополит Иоаким повешен турками у ворот кафедрального собора, сам собор разрушен. При митрополите Каллинике (1777—1795) построен новый кафедральный собор. В 1865—1866 годах архитектор Захария Филиппотис с Тиноса, отец Димитриоса Филиппотиса построил современный кафедральный собор Святой Троицы. В 1910 году построена колокольня.
В 2012 году Лемносская митрополия переименована в Лемносскую и Святого Евстратия.

## Лемносские архиереи
- Стратегий (упом. в 325)
- Силуан (упом. в 680 и 691/2)
- Иоанн (упом. в 787)
- Арсений (упом. в 879)
- Стефан (900—925; впосл. митрополит Фессалоникийский)
- Николай (упом. в 1027/28)
- Павел (упом. в 1054)
- неизвестный по имени (упом. в 1066)
- Василий (XI—XII вв.)
- Пентахфен (Пентактен, Пентакла или Пентаила) (1084-1111, по другим сведениям, упом. в 1100 или 1188)
- Михаил (упом. в 1136 и 1156/57)
- неизвестный по имени (упом. в 1168/69)
- Александр (упом. в 1170)
- Константин (упом. в 1172 и 1173)
- Василий (упом. в 1191 и 1197)
- Лев (упом. в 1209)
- неизвестный по имени (упом. в 1310 и 1313)
- Иаков (упом. в 1321 и 1331 как архиепископ Лемноса и Имброса)
- Григорий (упом. в 1351 и 1365)
- неизвестный по имени (упом. в 1380/81)
- неизвестный по имени (упом. в 1391—1392)
- неизвестный по имени (упом. в 1394—1395)
- Иосиф (упом. в 1425)
- Иаков (упом. в 1447 как архиепископ Лемноса и Имброса)
- Иоасаф (упом. в 1499 и 1500)
- Максим (нач. XVI в.)
- Пахомий (упом. в 1541)
- Неофит (упом. в 1564/65)
- Захария (не позднее 1572—1575, затем с перерывами занимал кафедру до 1598)
- Иоасаф (между 1575 и 1578)
- Анфим (упом. в 1591)
- Митрофан (упом. в 1593)
- Константин (упом. в 1604—1605 и 1610)
- Митрофан (упом. в 1606)
- Климент (1610—1616 или 1617—1621(?))
- Каллист (1616)
- Герасим (упом. в 1632)
- Макарий (?—1637)
- Игнатий (1642—1644)
- Каллист (1644—?)
- Паисий (?—1653)
- Климент (1653—1654)
- Иоаким (1654, 1661)
- Парфений (1655—1661)
- Филофей (1661—?)
- Парфений (?—1697)
- Галактион (1697—1698)
- Иларион (1698—?)
- Иоанникий (1707—1733 (?))
- Дионисий (сер. XVIII в.)
- Парфений (1746—1756)
- Иерофей (1756—1764)
- Иеремия (1764—1765(?))
- Иоаким (1765(?)—1770)
- Захария (1771—1776)
- Каллиник (1777—1795)
- Феоклит (1795—1814)
- Макарий (Вамвурис)[болг.] (1814—1824)
- Нектарий (1824—1836)
- Иероним Солунский[болг.] (1836—1839)
- Даниил (Аридзанис; 1839—1853)
- Иоаким (Кехайяс; 1853—1888)
- Кирилл Византийский[болг.] (1888—1890)
- Афанасий (Капуралис)[болг.] (Каполарис; 1890—1899)
- Диодор (Масхас; 1899—1905)
- Геннадий (Алексиадис) (1905—1912)
- Стефан (Даниилидис)[болг.] (1912—1947)
- Василий (Атесис; 1949—1950)
- Дионисий (Хараламбус) (1951—1959)
- Пантелеимон (Мертирис; 1960—1988)
- Иерофей (Гарифаллос) (1988—2019)
- Иерофей (Калоеропулос) (с 2019 по н. в.)